# 乳菀
乳菀（学名：Aster punctata）为菊科紫菀属的植物。分布在欧洲、俄罗斯、中亚以及中国大陆的新疆等地，生长于海拔1,700米的地区，多生长于山坡草地，目前尚未由人工引种栽培。